# Roberto Tricella
Roberto Tricella (Cernusco sul Naviglio, 18 marzo 1959) è un ex calciatore italiano, di ruolo difensore.

## Caratteristiche tecniche
Giocava come libero.

## Carriera

### Giocatore

#### Club

Tricella in azione alla Juventus nella stagione 1988-1989

Cresce calcisticamente nell'Inter, dove esordisce in Serie A non ancora ventenne. Dopo due anni passati in prima squadra con un totale di cinque presenze, passa in Serie B al Verona. Nella stagione 1981-1982, con il nuovo allenatore Osvaldo Bagnoli, inizia il miglior periodo della storia della squadra scaligera che culmina con la vittoria dello scudetto 1984-1985; Tricella è il capitano della formazione campione d'Italia.
Nel 1987 passa alla Juventus per 4,5 miliardi di lire prendendo il posto del suo concittadino Gaetano Scirea, anche lui di Cernusco sul Naviglio. La squadra arriva al sesto posto in campionato e viene eliminata ai sedicesimi in Coppa UEFA. L'anno seguente è ancora titolare e la squadra arriva al 4º posto in campionato. I primi successi juventini arrivano nella stagione 1989-1990, quando vince Coppa Italia e Coppa UEFA.
A fine stagione lascia Torino per accasarsi al Bologna. La stagione dei rossoblù fu fallimentare con la squadra che concluse il campionato all'ultimo posto con soli 18 punti all'attivo. Tricella collezionò 23 presenze in campionato più altre 7 in Coppa UEFA, torneo che vide il Bologna raggiungere i quarti di finale. In quella edizione Tricella fallì uno dei calci di rigore che decisero gli ottavi di finale contro l'Admira Wacker.
Nella stagione seguente Tricella decise di rompere consensualmente il contratto coi felsinei cercando poi accordi con altre squadre di Serie A; tuttavia, per via di un guaio muscolare, abbandonò la carriera agonistica a 33 anni.

#### Nazionale
Vanta in totale 11 presenze con la maglia della Nazionale italiana, prevalentemente giocate in amichevoli (l'Italia, campione in carica, non aveva bisogno di qualificarsi per il Mondiale). Fu selezionato da Enzo Bearzot nella rosa dell'Italia che partecipò al campionato del mondo 1986 in Messico, ma non scese mai in campo perché Bearzot preferì rinnovare la fiducia a Gaetano Scirea.
Col passaggio dall'era Bearzot all'era Azeglio Vicini, Tricella non rientrò nei piani di questi, che puntò su Franco Baresi. Nel 1987 sostituì il libero rossonero, infortunato, in quattro amichevoli e una gara di qualificazione; rientrato Baresi dall'infortunio, Vicini non concesse più spazio a Tricella.

### Dopo il ritiro
Abbandonati i campi da gioco, lascia completamente il mondo del calcio, tornando a vivere nel paese natio e lavorando nel settore immobiliare.

## Statistiche

### Cronologia presenze e reti in nazionale
| Cronologia completa delle presenze e delle reti in nazionale ― Italia | Cronologia completa delle presenze e delle reti in nazionale ― Italia | Cronologia completa delle presenze e delle reti in nazionale ― Italia | Cronologia completa delle presenze e delle reti in nazionale ― Italia | Cronologia completa delle presenze e delle reti in nazionale ― Italia | Cronologia completa delle presenze e delle reti in nazionale ― Italia | Cronologia completa delle presenze e delle reti in nazionale ― Italia | Cronologia completa delle presenze e delle reti in nazionale ― Italia |
| Data                                                                  | Città                                                                 | In casa                                                               | Risultato                                                             | Ospiti                                                                | Competizione                                                          | Reti                                                                  | Note                                                                  |
| --------------------------------------------------------------------- | --------------------------------------------------------------------- | --------------------------------------------------------------------- | --------------------------------------------------------------------- | --------------------------------------------------------------------- | --------------------------------------------------------------------- | --------------------------------------------------------------------- | --------------------------------------------------------------------- |
| 8-12-1984                                                             | Pescara                                                               | Italia                                                                | 2 – 0                                                                 | Polonia                                                               | Amichevole                                                            | -                                                                     | 46’                                                                   |
| 2-6-1985                                                              | Città del Messico                                                     | Messico                                                               | 1 – 1                                                                 | Italia                                                                | Amichevole                                                            | -                                                                     |                                                                       |
| 6-6-1985                                                              | Città del Messico                                                     | Italia                                                                | 2 – 1                                                                 | Inghilterra                                                           | Amichevole                                                            | -                                                                     |                                                                       |
| 16-11-1985                                                            | Chorzów                                                               | Polonia                                                               | 1 – 0                                                                 | Italia                                                                | Amichevole                                                            | -                                                                     | 46’                                                                   |
| 5-2-1986                                                              | Avellino                                                              | Italia                                                                | 1 – 2                                                                 | Germania Ovest                                                        | Amichevole                                                            | -                                                                     |                                                                       |
| 11-5-1986                                                             | Napoli                                                                | Italia                                                                | 2 – 0                                                                 | Cina                                                                  | Amichevole                                                            | -                                                                     | 60’                                                                   |
| 18-4-1987                                                             | Colonia                                                               | Germania Ovest                                                        | 0 – 0                                                                 | Italia                                                                | Amichevole                                                            | -                                                                     |                                                                       |
| 28-5-1987                                                             | Oslo                                                                  | Norvegia                                                              | 0 – 0                                                                 | Italia                                                                | Amichevole                                                            | -                                                                     |                                                                       |
| 3-6-1987                                                              | Stoccolma                                                             | Svezia                                                                | 1 – 0                                                                 | Italia                                                                | Qual. Euro 1988                                                       | -                                                                     |                                                                       |
| 10-6-1987                                                             | Zurigo                                                                | Italia                                                                | 3 – 1                                                                 | Argentina                                                             | Amichevole                                                            | -                                                                     |                                                                       |
| 23-9-1987                                                             | Pisa                                                                  | Italia                                                                | 1 – 0                                                                 | Jugoslavia                                                            | Amichevole                                                            | -                                                                     |                                                                       |
| Totale                                                                |                                                                       | Presenze                                                              | 11                                                                    |                                                                       | Reti                                                                  | 0                                                                     |                                                                       |

## Palmarès

### Club

#### Competizioni nazionali
- Coppa Italia: 2

Inter: 1977-1978
Juventus: 1989-1990
- Campionato italiano di Serie B: 1

Verona: 1981-1982
- Campionato italiano: 1

Verona: 1984-1985

#### Competizioni internazionali
- Coppa UEFA: 1

Juventus: 1989-1990